# 10962 Sonnenborgh
10962 Sonnenborgh (9530 P-L) là một tiểu hành tinh vành đai chính. Nó được đặt tên cho Sonnenborgh Observatory ở Utrecht.